# Alceste (film)
Pour les articles homonymes, voir Alceste (homonymie).
Pour plus de détails, voir Fiche technique et Distribution.
Alceste (grec moderne : Άλκηστις) est un film grec réalisé par Tony Lykouressis et sorti en 1986.

## Synopsis
Giorgos Zampelis, un écrivain au tournant de la quarantaine, se débat au milieu de multiples problèmes personnels. Il se rend dans le Péloponnèse pour y donner une conférence sur l'écriture, le jour de ses quarante ans. Elle se passe mal et le public se montre peu engageant. Il décide de se réfugier sur Zante. Sa mère lui apprend que son amour de jeunesse, Alceste, est elle aussi revenue. Il parcourt alors l'île à sa recherche, revisitant les lieux qui ont compté pour lui. Il rencontre une jeune actrice, Anna, avec qui il se lie. Cependant, il s'enfonce dans la dépression tandis qu'il s'aventure de plus en plus loin dans des régions désolées de l'île. Il finit seul face au bleu de la mer ionienne. Il se rend alors compte qu'Alceste n'était que sa jeunesse qu'il poursuivait. Il accepte le temps qui passe tandis qu'il trouve dans son expérience le thème de son prochain livre.

## Fiche technique
- Titre : Alceste
- Titre original : grec moderne : Άλκηστις
- Réalisation : Tony Lykouressis
- Scénario : Tony Lykouressis
- Direction artistique : Julia Stavridou
- Décors : Julia Stavridou
- Costumes : Julia Stavridou
- Photographie : Andreas Bellis
- Son : Nikos Achladis
- Montage : Giorgos Triantafyllou
- Musique : Hanomai giati remvazo
- Production :  Centre du cinéma grec et Tony Lykouressis
- Pays d'origine :  Grèce
- Langue : grec
- Format :  Couleurs
- Genre : Drame
- Durée : 102 minutes
- Dates de sortie : 1986

## Distribution
- Olia Lazaridou
- Maria Zafiraki
- Alexandros Mylonas
- Antonis Theodorakopoulos